# Ahmose-Sitamon
Ahmose-Sitamon (fl. XVI secolo a.C.) è stata una principessa egizia della XVIII dinastia.
Il suo nome significa "Nata da Iah (la luna)-Figlia di Amon". Fu figlia del faraone Ahmose I (regno: 1549 - 1525 a.C.), fondatore della XVIII dinastia e del Nuovo Regno, e sorella di Amenofi I. Ebbe i titoli di "Sposa del dio", "Figlia del re" e "Sorella del re". La sua mummia fu scoperta nel cosiddetto "nascondiglio" (DB320) di Deir el-Bahari e si trova al Museo egizio del Cairo.

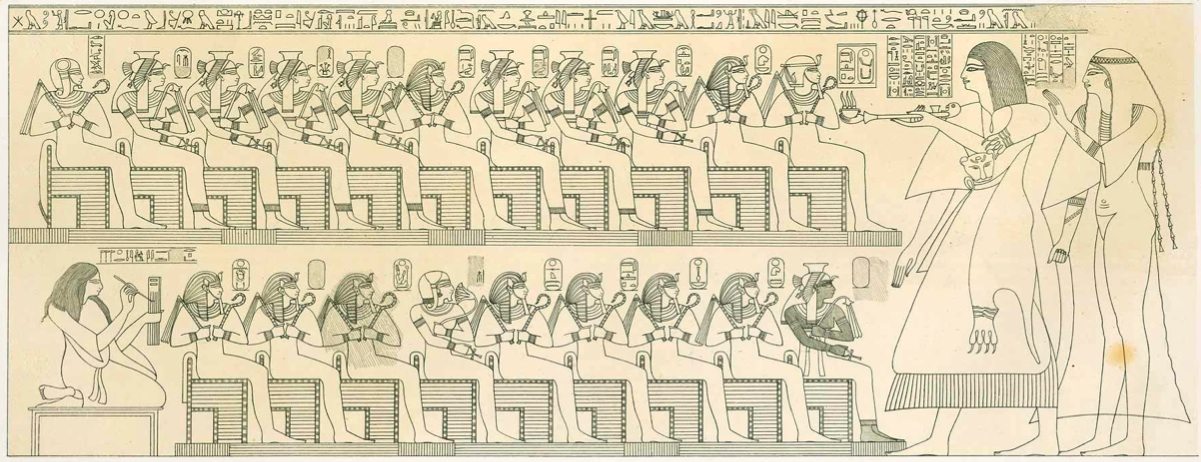
Scena presente nella tomba di Inherkhau, raffigurante i "Signori dell'Occidente". Nel registro superiore, da destra: Amenofi I, Ahmose I, Ahhotep I, Ahmose Meritamon, Ahmose-Sitamon, Siamon?, Ahmose-Henuttamehu, Ahmose-Tumerisi, Ahmose-Nebetta, Ahmose-Sipair. Registro inferiore, da destra: Ahmose Nefertari, Ramses I, Mentuhotep II, Amenofi II, Seqenenra Ta'o, Ramose?, Ramses IV, un faraone ignoto e Thutmose I.